# Mécanisme à développement rectiligne

Mécanisme de Roberts.
Les barres de mêmes couleurs ont la même longueur.

Mécanisme de Sarrus.
Les pièces de mêmes couleurs ont la même longueur.

Inverseur de Peaucellier-Lipkin.
Les barres de mêmes couleurs ont la même longueur.

Un mécanisme à développement rectiligne est un mécanisme qui produit une ligne droite parfaite ou approximative. Le premier mécanisme connu pour produire un mouvement en ligne droite était une approximation, décrite en 1784 par James Watt.
Ils sont utilisés dans une variété d'applications, telles que les moteurs, les suspensions de véhicules, les robots marcheurs et les roues de rover.

## Histoire
À la fin du XVIIe siècle, avant le développement de la raboteuse et de la fraiseuse plane, il était extrêmement difficile d’usiner des surfaces droites et planes. Pour cette raison, de bonnes liaisons glissières, sans jeu, ne sont pas faciles à réaliser. À cette époque, beaucoup de recherches furent consacrées au problème de l'obtention d'un mouvement rectiligne à partir du mouvement d’un réseau de barres liées par des liaisons pivots : on compte 150 articles publiés à ce sujet dans des revues de mathématiques ou de mécanique sur l'ensemble du XIXe siècle. Probablement, le résultat le plus connu de ces recherches est le développement du mécanisme à développement rectiligne, par James Watt pour guider le piston des premiers moteurs à vapeur. Bien qu’il ne génère pas une ligne droite exacte, il en réalise une bonne approximation sur une très grande partie du déplacement. James Watt aurait retiré plus de fierté de ce mécanisme que de l'invention du moteur à vapeur.

## Mécanismes à sortie quasi rectiligne
- Mécanisme de Watt (1784[1])
- Mécanisme Parallélogramme de Watt (1784)
- Mécanisme de Evans (1801)
- Mécanisme de Tchebychev (1850[1]) (transforme un mouvement de rotation uniforme en mouvement quasi linéaire à vitesse quasi constante)
- Mécanisme lambda de Tchebychev (1878)
- Mécanisme de Roberts
- Mécanisme de Hoecken (1926)

## Mécanismes à sortie parfaitement rectiligne
Finalement, plusieurs mécanismes furent inventés pour obtenir une sortie parfaitement linéaire:
- Mécanisme de Sarrus (1853[1])
- Inverseur de Peaucellier-Lipkin (1864[1])
- Inverseur de Hart (1874[1])
- Inverseur de Perrolatz
- Inverseur Deux Cerf-volant de Kempe (1875)
- Inverseur de Bricard
- Inverseur Quadruplanaire (1875)

D'un point de vue théorique, on peut montrer qu'il n'est pas possible de concevoir un mécanisme bidimensionnel à sortie parfaitement rectiligne avec moins de cinq tiges. En ce sens l'inverseur de Hart peut donc être considéré comme optimal.

## Galerie

### Mécanismes à sortie quasi rectiligne
Les pièces/barres de mêmes couleurs ont la même longueur.

Mécanisme de Watt
Mécanisme Parallélogramme de Watt
Mécanisme de Evans
Mécanisme de Tchebychev
Mécanisme lambda de Tchebychev
Mécanisme table de Tchebychev
Mécanisme de Roberts
Mécanisme de Hoecken

### Mécanismes à sortie parfaitement rectiligne
Les pièces/barres de mêmes couleurs ont la même longueur.

Mécanisme de Sarrus (Variante de barres)
Mécanisme de Sarrus (Variante de plaque)
Inverseur de Peaucellier-Lipkin
Inverseur de Harts 1
Inverseur de Harts 2
Inverseur de Perrolatz
Inverseur de Kempe 1
Inverseur de Kempe 2
Inverseur de Kempe 3
Mécanisme de Scott Russell (connexion curseur)
Mécanisme de Scott Russell (Connecté à Inverseur de Peaucellier-Lipkin)
Inverseur de Bricard
Inverseur Quadruplanaire de Sylvester-Kempe 1
Inverseur Quadruplanaire de Sylvester-Kempe 2
Inverseur Quadruplanaire de Sylvester-Kempe 3
Inverseur de Kumara-Kampling